# Lanuza
Lanuza es una localidad española perteneciente al municipio de Sallent de Gállego, en el Alto Gállego, provincia de Huesca, Aragón. Se halla en pleno Pirineo, en la orilla izquierda del pantano al que da nombre y en el que se embalsan las aguas del río Gállego.

## Historia
El nombre de Lanuza parece derivar del término celta latinizado landa o lana, que significa «ladera». Se da la circunstancia de que el paraje circundante al pueblo es, efectivamente, una ladera; en su día estuvo ocupada por extensas praderas y pastos. Su existencia aparece documentada desde el siglo XIII y en 1488 contaba con 20 hogares. Junto con Sallent, formaba uno de los tres históricos quiñones en los que se dividía administrativamente el valle de Tena.
Próspera y eminentemente ganadera en sus orígenes, la construcción del embalse de Lanuza en 1976 provocó el paulatino y forzado despoblamiento de la localidad hasta quedar completamente deshabitada en 1978. Víctima del expolio y el abandono, en la década de los 90 los antiguos moradores consiguieron recuperar las propiedades no sumergidas e iniciaron un proceso de revitalización que sigue activo.
Lanuza es célebre también por haber sido cuna de nueve justicias de Aragón, entre ellos Juan V de Lanuza

## Demografía
| Gráfica de evolución demográfica de Lanuza entre 1842 y 1970 |
| |
| Población de derecho según los censos de población del INE Población de hecho según los censos de población del INEEntre el censo de 1981 y el anterior, este municipio desaparece porque se integra en el municipio Sallent de Gállego |

| 153        | 137 | 136 | 137 | 144 | 165 | - | - | 8 | 46 | 42 |
| (Fuente: ) |     |     |     |     |     |   |   |   |    |    |

## Turismo
De marcado estilo montañés, el caserío de Lanuza se arracima desde el borde mismo del embalse hasta la iglesia del Salvador, construida en el siglo XIX sobre un templo románico anterior incendiado en la Guerra de la Independencia y del que aún se conserva un crismón en la portada. Reabierta al culto, atesora entre otras obras de arte un relicario de plata fechado en 1557 en el que se exponen restos de Santa Quiteria, patrona del lugar.
El compacto núcleo de piedra y pizarra, en plena rehabilitación, se proyecta hoy como un enclave turístico dentro del valle de Tena y sirve además, desde el año 1992, como marco del festival internacional de cultura Pirineos Sur.

## Fiestas
Las tradiciones más antiguas y arraigadas de Lanuza también se han recuperado en los últimos años, especialmente sus fiestas. Destaca la representación del Palotiau, un baile masculino entre pastoril y guerrero en el que los danzantes hacen chocar entre sí cayados de madera.
- Día de Santa Quiteria o Fiesta Pequeña, el 22 de mayo.
- Festival Pirineos Sur, la segunda quincena de julio.
- Fiestas patronales de Santa Quiteria y San Roque, el último fin de semana de agosto.